# Pedosî, Pohrebîșce
Pedosî (în ucraineană Педоси) este localitatea de reședință a comunei Pedosî din raionul Pohrebîșce, regiunea Vinnița, Ucraina.

## Demografie
Componența lingvistică a localității Pedosî
     Ucraineană (98,88%)
     Alte limbi (1,12%)
Conform recensământului din 2001, majoritatea populației localității Pedosî era vorbitoare de ucraineană (98,88%), existând în minoritate și vorbitori de alte limbi.